# ۴۱۴ (پیش از میلاد)
۴۱۴ (پیش از میلاد) ۴۱۴مین سال قبل از تقویم میلادی است.